# سياحة المكتبات

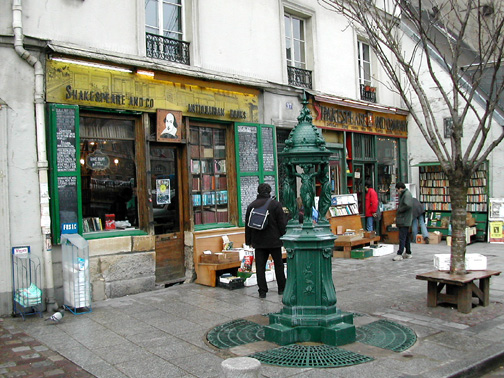
شكسبير وشركاه، مكتبة في باريس

سياحة المكتبات ( Bookstore tourism) هي نوع من السياحة الثقافية التي تروج للمكتبات المستقلة كوجهة سفر جماعية. لقد بدأ كجهد شعبي لدعم المكتبات المملوكة والمدارة محليًا، والتي كافح الكثير منها للتنافس مع فروع المكتبات الكبيرة وتجار التجزئة عبر الإنترنت.
بدأ المشروع في عام 2003 من قبل لاري بورتزلين، وهو كاتب ومدرس جامعي في هاريسبرج ، بنسلفانيا الذي قاد «رحلات برية لبيع الكتب» إلى مدن أخرى وأدرك إمكاناته كمكان مخصص للسفر الجماعي وأداة تسويق. روج للمفهوم من خلال كتاب إرشادي وموقع ويب، وسرعان ما بدأت المجموعات في جميع أنحاء الولايات المتحدة في تقديم رحلات مماثلة، عادةً عبر حافلة مستأجرة، وغالبًا ما تتضمن توقيعات الكتب والجولات الرئيسية للمؤلف والمواقع التاريخية. أشهر وجهة سياحية في مجال بيع الكتب هي هاي أون واي في ويلز. في 2005-2006، تبنت جمعيتان إقليميتان لبائعي الكتب — رابطة بائعي الكتب في جنوب كاليفورنيا ورابطة بائعي الكتب المستقلين في شمال كاليفورنيا — سياحة بيع الكتب، حيث قدمت رحلات إلى المكتبات المستقلة في لوس أنجلوس وسان دييغو وسان فرانسيسكو.
تشجع حركة السياحة في متجر الكتب المدارس والمكتبات ومجموعات القراءة والمنظمات من جميع الأحجام على إنشاء رحلات يومية ونزهات أدبية إلى المدن والبلدات مع التركيز على المكتبات المستقلة. كما يشجع بائعي الكتب المحليين على جذب محبي الكتب إلى مجتمعاتهم من خلال توظيف سياحة بيع الكتب كأداة للتنمية الاقتصادية. ومن بين المستفيدين الآخرين تجار التجزئة المحليين والمطاعم وشركات الحافلات ومحترفو السفر.
كما يوفر هذا الجهد للمنظمات فرصة توعية لدعم القراءة ومحو الأمية.
سافر بورتزلين في جميع أنحاء البلاد للترويج لهذا المفهوم. في عام 2006، أنشأ مقطع فيديو ترويجيًا يعرض مجموعة «رحلات برية للمكتبات» في قرية غرينتش في مدينة نيويورك وفي «مدن الشاطئ» في منطقة لوس أنجلوس ونشره على موقع Bookstore Tourism.
أخذت بورتزلين إجازة لمدة عام في عام 2008، وفي أوائل عام 2009 بدأت في تعزيز الجهود مرة أخرى جزئيًا وذلك بسبب تأثيرات الأزمة المالية الأمريكية على بائعي الكتب المستقلين.
في عام 2007، جادلت صحيفة نيويورك تايمز بأن وادي بايونير في ولاية ماساتشوستس الغربية، هو «المكان الأكثر إشباعًا بالمؤلف، والاعتزاز بالكتب، والاحتفال بالأدب في» الولايات المتحدة. على وجه الخصوص، نوقش ثلاث مكتبات في المنطقة، أمهيرست بوكس في أمهيرست ، ماساتشوستس، بروسايد بوك شوب في نورثهامبتون ، ماساتشوستس، و مكتبة أوديسي في ساوث هادلي، ماساتشوستس.
في عام 2008، أدرجت يو إس إيه توداي تسع أفضل وجهات سفر لبيع الكتب في الولايات المتحدة على النحو التالي: Books &amp; Books in كورال غيبلز ؛ كتب سيتي لايتس في سان فرانسيسكو؛ شركة Elliott Bay Book Company في سياتل؛ السياسة والنثر في واشنطن العاصمة؛ كتب باول في بورتلاند ، أوريغون؛ أضواء البراري في مدينة آيوا ، آيوا؛ غطاء ممزق في دنفر ، كولورادو؛ تلك المكتبة في بليثفيل في بليثفيل ، أركنساس؛ ومتجر ستراند للكتب في مدينة نيويورك.
يتم تشجيع سياحة المكتبات من قبل منظمات مثل بائعي الكتب في ماساتشوستس ورود آيلاند (MARIAB). تأسست عام 1976، وتضم المنظمة 125 عضوًا تجاريًا اعتبارًا من 2013 ، وتعلن عن مكتبات أعضائها من خلال موقع إلكتروني وكتيب دليل سنوي مجاني، وترعى «معرض Pioneer Valley Book & Ephemera Fair» السنوي.

## روابط خارجية
- BookstoreTourism.com (الموقع من قبل المنشئ السياحي لـ Bookstore Larry Portzline)
- خريطة مكتبة لندن
- جولة دودة الكتب في مكتبات برشلونة